# Carl Gotthelf Praetorius
Carl Gotthelf Praetorius (* 10. Februar 1763 in Thorn, Polnisch-Preußen; † 9. September 1832 in Thorn, Provinz Westpreußen, Königreich Preußen) war Ratspräsident von Thorn und Regionalhistoriker.

## Leben
Der Vater Nathanael Praetorius war Bürgermeister von Thorn, die Mutter Katharina Geret eine Schwester des Gelehrten Samuel Luther Geret.
Carl Gotthelf Praetorius war seit 1787 Ratssekretär in Thorn. 1790 promovierte er in Wittenberg zum Doktor der Philologie. 
Später wurde er Leiter der Kanzlei in Thorn. 
1803 wurde Praetorius zum Mitglied des Stadtrats gewählt, aber nicht durch die neuen preußischen Behörden bestätigt. Erst im März 1807 wurde er durch die französischen Verantwortlichen zum Mitglied des Magistrats ernannt. Im Oktober des Jahres wurde er Ratspräsident (Präsident des Stadtrats). In dieser Zeit musste er sich mit den erheblichen wirtschaftlichen und finanziellen Belastungen der Stadt durch die französische Besatzungssituation auseinandersetzen. Am 1. Januar 1809 wurde er abgelöst. 
Praetorius blieb Mitglied des Munizipalrats und war Abgeordneter (Deputirter) des Kreises für den Reichstag 1809, 1811 und 1812. Auch nach der preußischen Rückeroberung der Stadt 1815 blieb Praetorius Stadtrat bis 1820.

## Schriften
Carl Gotthelf Praetorius verfasste einige Werke zur Geschichte von Thorn und weiteren regionalgeschichtlichen und rechtshistorischen Themen
- Dubia, quaedam circa argumenti ex arithmetica politica petiti contra polygamiam adhibiti fidem continens, Thoruni 1790, wahrscheinlich Dissertation Wittenberg
- Versuch einer Beantwortung der von der Königl. Societät der Wissenschaften zu Göttingen ... aufgegebenen Preisfrage: Ist es vortheilhafter das Bier von den, von der Obrigkeit angenommenen Bedienten in öffentlichen Brauhäusern ... oder von einzenen Brauern, in ihren Häusern brauen zu lassen, so wie den Bäckern das Brodbacken überlassen ist, Berlin, 1791.
- Versuch über das Besteuerungswesen, Königsberg 1802
- Topographisch-historisch-statistische Beschreibung der Stadt Thorn und ihres Gebietes., hrsg. von Julius Wernicke. Thorn 1832. Digitalisat
- Thorner Ehrentempel oder Verzeichniß der Bürgermeister und Rathmänner der Stadt Thorn, hrsg. v. Wilhelm Theodor Lohde. Berlin 1832. Online, Digitalisat
- Versuche über die Culmische Handfeste, das älteste Grundverfassungsgesetz Preußens, Thorn 1842